# خلیل شمام
خلیل شمام (انگلیسی: Khalil Chemmam؛ زادهٔ ۲۴ ژوئیهٔ ۱۹۸۷) بازیکن فوتبال اهل تونس است.
از باشگاه‌هایی که در آن بازی کرده‌است می‌توان به باشگاه فوتبال اسپرانس تونس اشاره کرد.